# Traite orientale
Pour un article plus général, voir Traite des êtres humains.

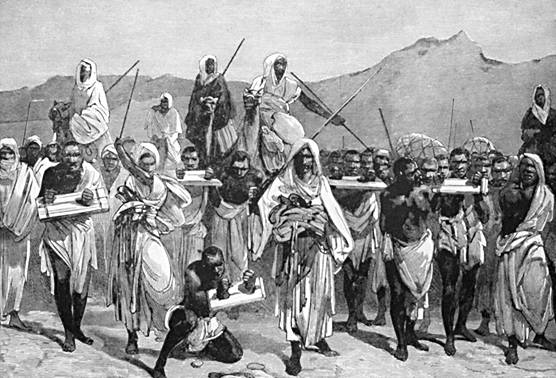
Négriers arabes et leurs captifs noirs au Sahara, XIXe siècle.

L'expression « traite orientale » désigne le commerce d'esclaves ayant approvisionné les espaces du Proche-Orient ancien durant l'antiquité, puis dans le monde arabo-musulman du VIIe au XXe siècle, avec un maximum aux XVIIIe et XIXe siècles. Cette dénomination, qui englobe la « traite arabe » ou « traite arabo-musulmane », est symétrique de celle de « traite occidentale » qui désigne le commerce triangulaire de la côte occidentale de l'Afrique qui a approvisionné les espaces du Nouveau monde, et qui englobe la traite atlantique. Les esclaves de la traite orientale provenaient principalement d'Afrique subsaharienne, d'Afrique du Nord-Ouest, d'Europe méditerranéenne, des pays slaves, du Caucase et du sous-continent indien, et étaient importés au Moyen-Orient, au Proche-Orient, en Afrique du Nord, dans la corne de l'Afrique et dans les îles de l'océan Indien : leurs statuts et conditions sont indiqués dans l'article « Esclavage dans le monde musulman ».

## Traite orientale ancienne

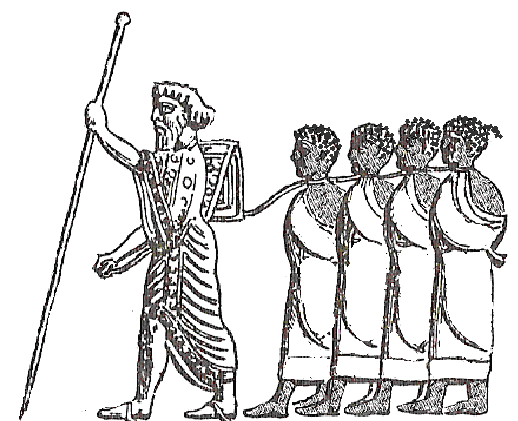
Représentation d'un marchand d'esclaves - Perse antique.

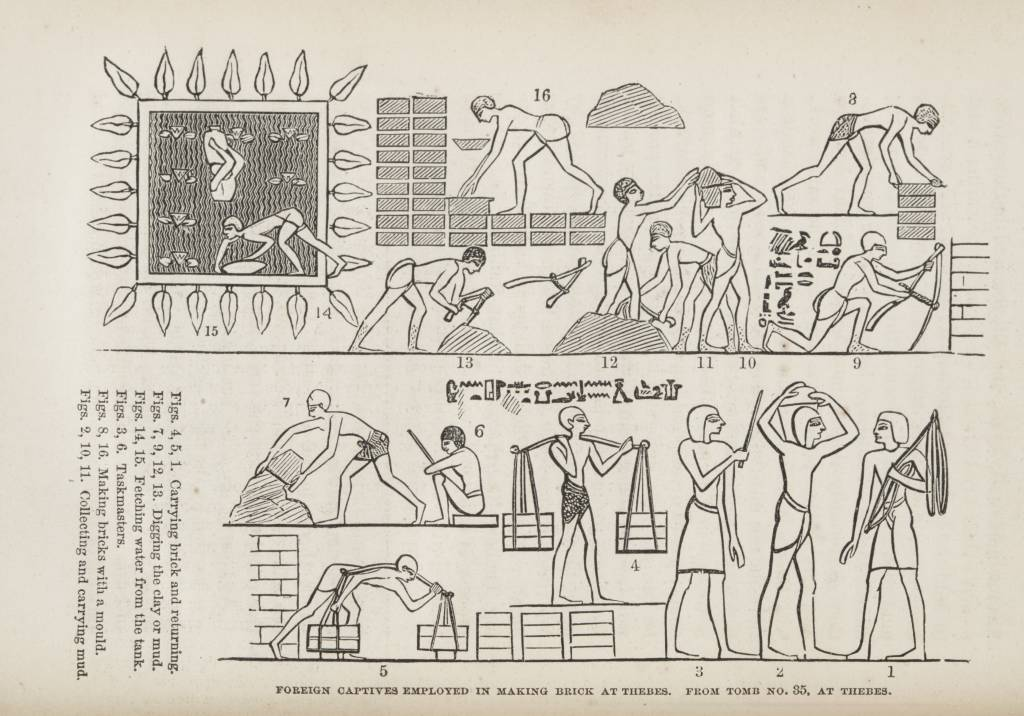
Représentation d'étrangers fabriquant des briques - Tombe de Rekhmirê - Égypte antique.

### Antiquité
Dès l'Antiquité, l'esclavage est mentionné dans l'une des plus anciennes sociétés connues possédant une écriture : Sumer. L'esclave, dont les écrits sumériens nous apprennent qu'il peut l'être pour dettes et à titre temporaire (c'est alors une sorte de contrainte de remboursement par corps) peut être acheté, vendu, voire marqué au fer rouge en cas de faute. Il peut cependant aussi épouser une femme libre, posséder un commerce dont par exemple il aurait hérité et même racheter lui-même sa liberté. À Babylone, le Code de Hammurabi limite par ailleurs quelques abus : ainsi, il interdit de séparer un esclave du reste de sa famille (conjoint et enfants). D'autres civilisations du Croissant fertile ont aussi pratiqué l'esclavage : les Hourrites ou les Hébreux par exemple.
En Égypte antique, les plus anciennes traces archéologiques d'esclavage datent du début de la XVIIIe dynastie (1550/1295 avant notre ère) : c'étaient des captifs de guerre non-rachetés par leurs souverains vaincus, que le pharaon offrait en récompense aux soldats et généraux vainqueurs ou à d'autres personnages importants. Les premières ventes d'esclaves auraient émergé au cours de la XXVe dynastie (-800/-600),. Quelques sources mishellénistes postulent l'introduction de l'esclavage en Égypte par Alexandre le Grand et par la dynastie lagide. Mais en fait, dans l'Égypte perse, avant la période hellénistique, diverses formes d'esclavage existaient déjà. Des récits bien plus nombreux ont contribué au cours des siècles à propager dans l'imaginaire collectif le mythe d'une Égypte antique pratiquant largement l'esclavage le plus lourd :
- le récit biblique de l’Exode ;

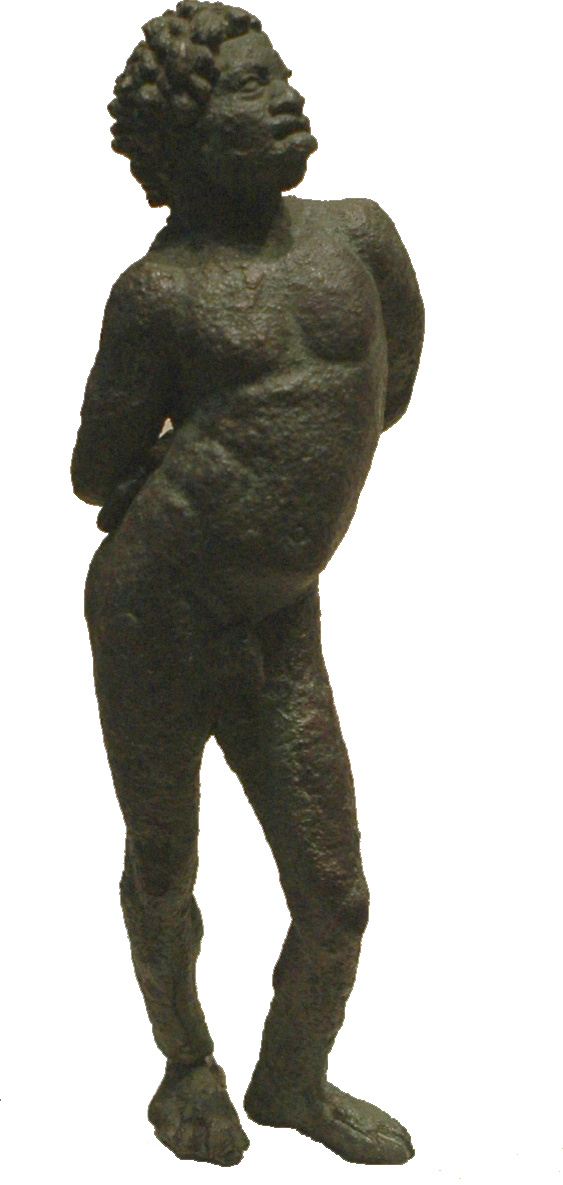
Jeune noir (bronze), mains liées dans le dos : statuette trouvée dans le Fayoum près de Memphis (Égypte antique),

- l'iconographie, en particulier celle issue de l'orientalisme (XVIIIe – XIXe siècle), imposant dans l'esprit collectif européen une vision mêlant l'Orient, l'islam, l'esclavage et l'Égypte en un grand tout à la fois raffiné, exotique, décadent, cruel et corrompu ;
- le péplum[10] qui utilise abondamment le thème de la construction des monuments par des esclaves constamment maltraités, en une vision plus proche de l'Univers concentrationnaire moderne que des sociétés antiques[11], où un esclave était un bien relativement onéreux qu'il s'agissait de préserver et rentabiliser, sans compter que l'élévation des monuments sacrés ne leur était généralement pas confiée[12].

La piraterie en Méditerranée antique, en mer Noire et en mer Rouge généra une traite esclavagiste dès l'Antiquité. Dans la corne de l'Afrique où se trouvent aujourd'hui l'Éthiopie et l'Érythrée, les Aksoumites possédaient et commercialisaient des esclaves. En 324, le roi Ezana est converti par Frumence d'Aksoum, esclave chrétien d’origine syrienne qui, dans une certaine mesure, participa à la conversion de l'empire éthiopien. Dans la tradition éthiopienne, il est appelé Abba Salama (le « Père de la paix ») . Au IIIe siècle, Aksoum est assez puissant pour prendre le contrôle de la région de la Tihama, en Arabie du Sud. En 640, Omar ibn al-Khattab envoya une expédition navale contre Adulis, mais il fut battu. En 702, des pirates aksoumites ont réussi à envahir Hedjaz (ouest de la péninsule arabique) et occuper Jeddah et à chacune de ces phases historiques, les captifs devenaient des esclaves.
À partir du VIIe siècle, des expéditions arabes remontent régulièrement la vallée du Nil vers la Nubie alors encore chrétienne et animiste. Les vainqueurs exigent des esclaves comme tribut : en 642, dix ans seulement après la mort de Mahomet, selon un traité connu sous le nom de Baqt, le roi de Nubie Kalidurat doit livrer 360 esclaves par an aux musulmans. Selon le même processus, une série de raids égyptiens menacent l'Abyssinie également chrétienne. Celle-ci, de son côté, pratique aussi la vente des esclaves adeptes des religions traditionnelles africaines, qu'elle capture plus au Sud.

### Moyen Âge

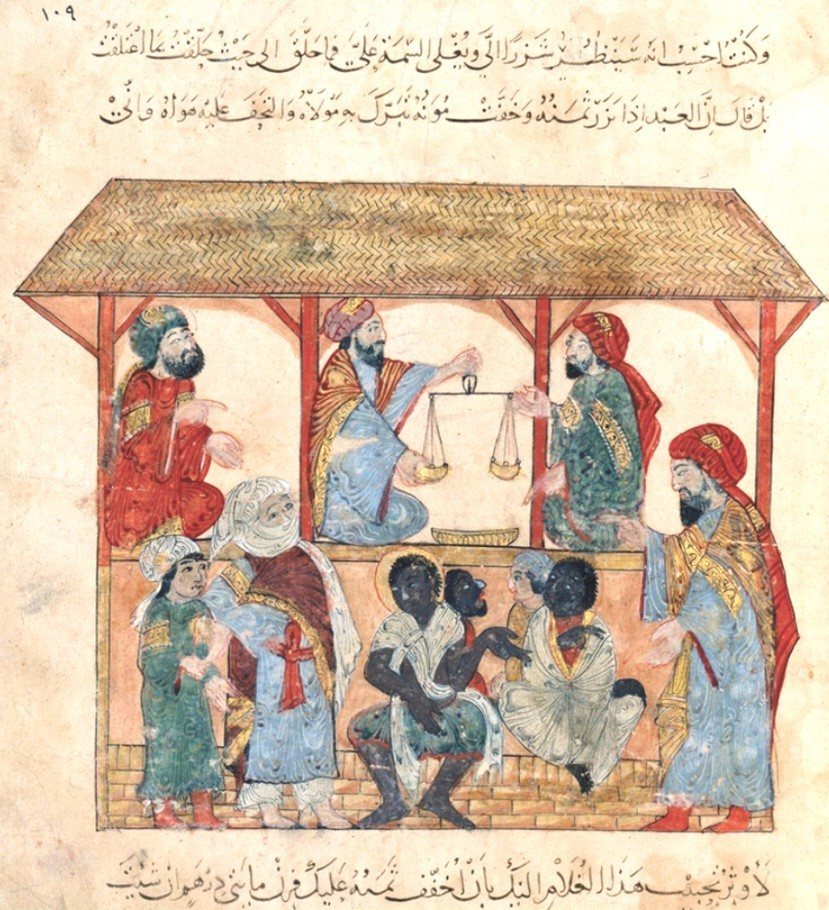
Scène de marché aux esclaves, Yemen, Harîrî Schefer, XIIIe siècle.

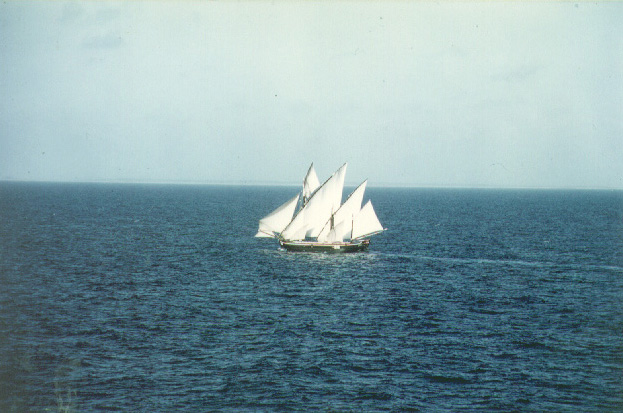
Les boutres étaient utilisés pour transporter des marchandises et des esclaves entre la côte orientale de l'Afrique, Oman et le sous-continent indien.

Au Moyen Âge, les itinéraires de l'Antiquité continuent à être utilisés. Cette traite orientale médiévale est principalement, mais non exclusivement arabo-musulmane, car les royaumes africains, islamisés ou non, sont les principaux pourvoyeurs des marchands d'esclaves orientaux, qui ne sont pas tous musulmans puisque des gréco-romains d'Orient, des Perses, des juifs mizrahim, des russes, des chinois et des indiens y participèrent ; ces sujets, dont les sources sont fragmentaires, restent débattus et souvent tabous car nulle communauté n'assume facilement avoir pratiqué le commerce des esclaves, alors qu'elles sont toutes très enclines à rappeler la traite dont elles furent victimes,.
La traite orientale se pratique notamment :
- depuis la mer Méditerranée orientale (« mer du Levant ») et la mer Noire, où les Abbassides, les Mamelouks et les Seldjoukides d'abord, les Ottomans ensuite, réduisaient en esclavage et vendaient des Slaves, des Grecs anatoliens, des chrétiens orientaux et levantins et des Caucasiens ;
- par les routes terrestres à travers les déserts du Maghreb et du Machrek. Sur ces itinéraires, le rôle principal est joué par les Touaregs, successeurs des Garamantes ;
- par les routes maritimes à l'est de l'Afrique (mer Rouge et océan Indien) à partir de Quelimane, Dar-es-Salam, Zanzibar, Mombassa, vers la Corne de l'Afrique, la péninsule Arabique et l'Asie du Sud : sur ces itinéraires, le rôle principal est joué par les Somalis[18], les Yémenites et les Omanais ;
- par la Méditerranée occidentale (« mer du Ponant »), où les pirates, en particulier ceux de la côte des Barbaresques, capturaient des esclaves européens, principalement dans les îles Baléares, en Corse, en Sardaigne, en Sicile et en Crète.

Le califat de Bagdad et l'Égypte ont les besoins les plus élevés en esclaves, et les ressources nécessaires pour en acquérir massivement. Les guerres quasi continuelles contre l'Empire byzantin, puis contre les États d'Europe de l'Est et d'Europe centrale procurent aux belligérants des captifs : les nobles ou commandants étaient détenus et libérables contre rançon, mais les simples soldats ou civils étaient vendus comme esclaves.
Les principaux « gisements d'esclaves » sont :
- les pays slaves (« Esclavons ») à partir du VIIe siècle : encore adeptes des dieux slaves, ils sont combattus par les Francs, et, en tant que « païens », ils alimentent la traite carolingienne, qui pourvoit en esclaves les pays musulmans : des Européens non chrétiens étaient vendus par les chrétiens[19]. Les commerçants génois et vénitiens assurent leur acheminement vers l'Espagne musulmane et le Moyen-Orient. Cette source se tarit vers le IXe siècle, avec la christianisation et l'apparition d'États slaves organisés et capables de se défendre. L'« Esclavonie » (dont la Slavonie actuelle rappelle le nom) était nommée en arabe le « pays des esclaves » (bilād aṣ-ṣaqāliba بلاد الصقالبة)[20]. Les Slaves sont acheminés depuis l'Europe centrale ou orientale vers Venise, Gênes ou Marseille d'où ils sont ensuite transportés vers les pays musulmans[21]. Ils sont parfois castrés : ainsi des eunuques sont signalés à Verdun, destinés à être exportés vers les ports de l'Adriatique[22].

L'approvisionnement en esclaves européens chrétiens débute avec la conquête musulmane de la péninsule Ibérique et les raids dans l'actuelle France, prend un grand essor lors de la conquête de l'Anatolie, puis de la Grèce et des Balkans par le sultanat ottoman, au sein duquel les chrétiens, en tant que « nation » soumise, devaient subir le kharadj (double-capitation), pouvant tomber en esclavage pour dettes, et la pédomazoma (παιδομάζωμα ou دوشيرمه : « récolte des enfants », lesquels devenaient soit janissaires s'ils étaient aptes, soit esclaves). Pour les chrétiens le seul moyen d'échapper à ces contraintes était la conversion à l'islam… que beaucoup choisirent, devenant ainsi Turcs, parfois par villages ou villes entières. Lors des croisades également, les armées musulmanes, défendant leurs terres au Proche-Orient contre les croisés, faisaient des captifs, souvent réduits en esclavage, s'ils n'étaient pas assez riches pour être rançonnés. Des esclaves blancs, ou mamelouks (arabe : mamlūk: « possédé »), formés de Circassiens du Caucase ou d'autochtones d'Asie centrale, sont vendus par les peuples turcs sur les grands marchés que sont Samarcande, Boukhara, Herat, Meched et les ports ottomans ou tatars de la mer Noire. L'Asie centrale est alors nommée par les Arabes le « pays des Turcs » (arabe : bilād al-atrāk). Le calife de Bagdad possède 11 000 esclaves dans son palais au IXe siècle.
- Les esclaves noirs (désigné par le terme Zanj ou Zendj[29]) sont collectés parmi les non-musulmans avec l'aide des populations africaines islamisées (comme les Arabo-Swahilis) en drainant vers le monde arabo-musulman le commerce d'esclaves qui existait déjà entre les royaumes africains lors de leurs guerres. Le mot « Soudan » désignant initialement toute l'Afrique sub-saharienne signifie d'ailleurs « pays des noirs » (bilād as-sūdūn[30]).
- Une autre source, moins abondante mais plus constante d'esclaves, chrétiens cette fois, est l'attaque des navires chrétiens en Méditerranée et les razzias dans les pays européens par les corsaires barbaresques et les Turcs, qui durent jusqu'au début du XIXe siècle. Ces esclaves sont principalement espagnols, catalans, occitans, provençaux, italiens, croates, serbes, albanais ou grecs (des îles entières sont parfois vidées de leurs habitants ; dans les plus grandes, comme la Corse ou la Crète, les côtes se dépeuplent au profit de la montagne où les insulaires se réfugient).

En Afrique du Nord, Égypte, Anatolie et proche Orient, les armateurs et marchands pisans, génois et vénitiens ainsi que les tribus guerrières du Caucase vendaient aux Arabes et aux Turcs des prisonniers capturés dans les pays slaves, encore adeptes des divinités slaves. Ces Slaves, souvent blonds, n'étaient pas convertis de force ou exécutés en cas de refus, mais vendus comme esclaves (saqalibas) dans les pays du sud où ils étaient très prisés. À partir du XIIIe siècle, après l'installation de comptoirs génois et vénitiens autour de la mer Noire, les peuples chrétiens orientaux du Caucase et du Pont deviennent aussi une source d'esclaves, en même temps que les Russes, les Circassiens ou les Karaïtes. Les esclaves originaires du pourtour de la mer Noire sont ceux auxquels les musulmans attribuent les plus grandes qualités : loyauté, courage, endurance. Ils sont donc importés en grand nombre et certains arrivent parfois à des positions de pouvoir importantes ou finissent par fonder des dynasties d'anciens esclaves, comme celle des « Mamelouks ». La proportion d'hommes et de femmes esclaves reste difficile à estimer, mais les femmes venues du Nord étaient très appréciées dans les harems, de même que leur descendance, à l'exemple de la fameuse Roxelane.
Durant l'Égypte ottomane, les Jalban ont notamment été utilisés en tant que mercenaires par leurs maîtres mamelouks (milice formée d'esclaves affranchis) dans diverses guerres et combattirent, entre autres, aux côtés de pirates (korsans) et de mercenaires syriens, maures, arabes et bédouins.

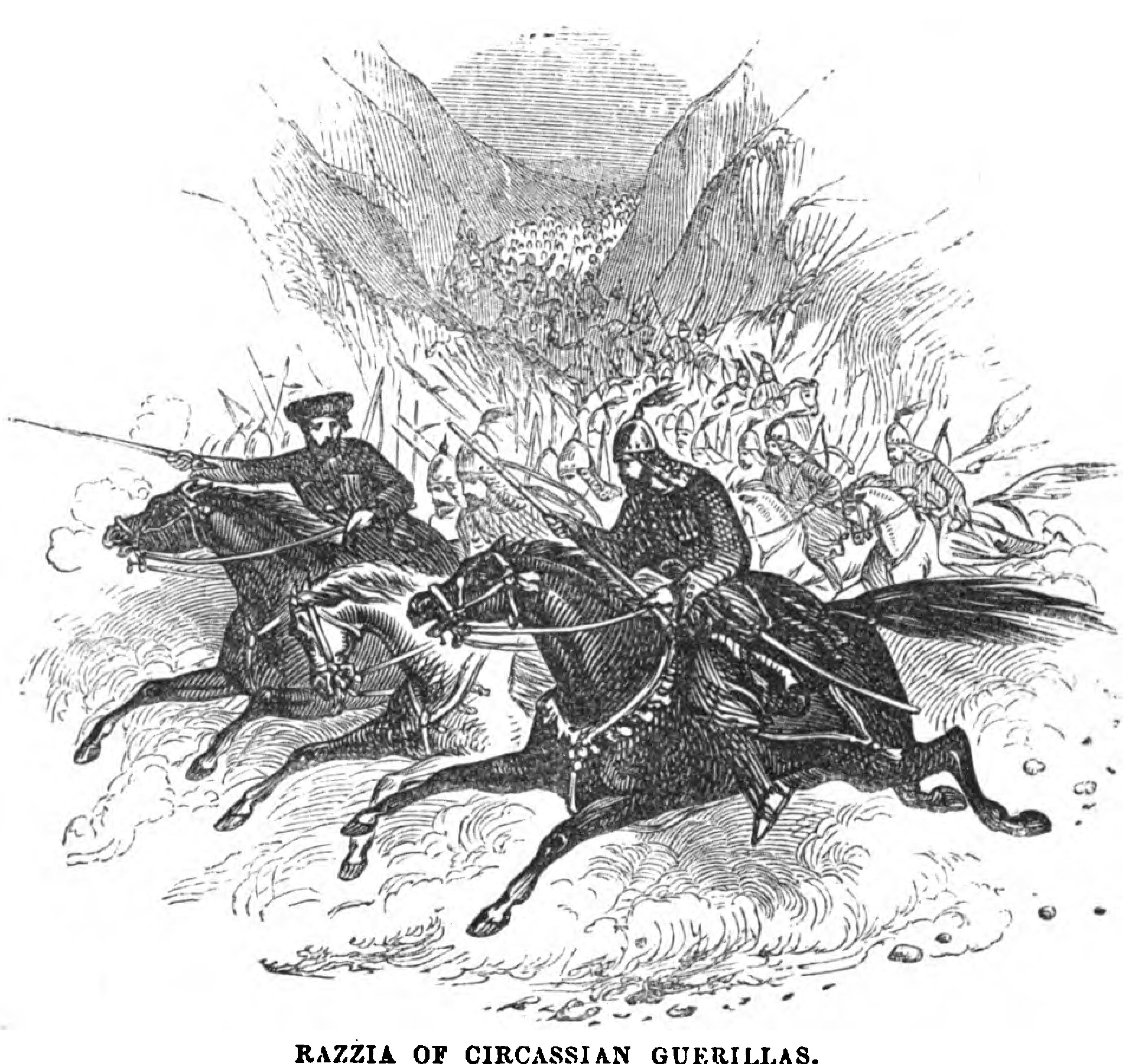
Razzia esclavagiste en Russie de guerriers circassiens vassaux des Ottomans, 1855.

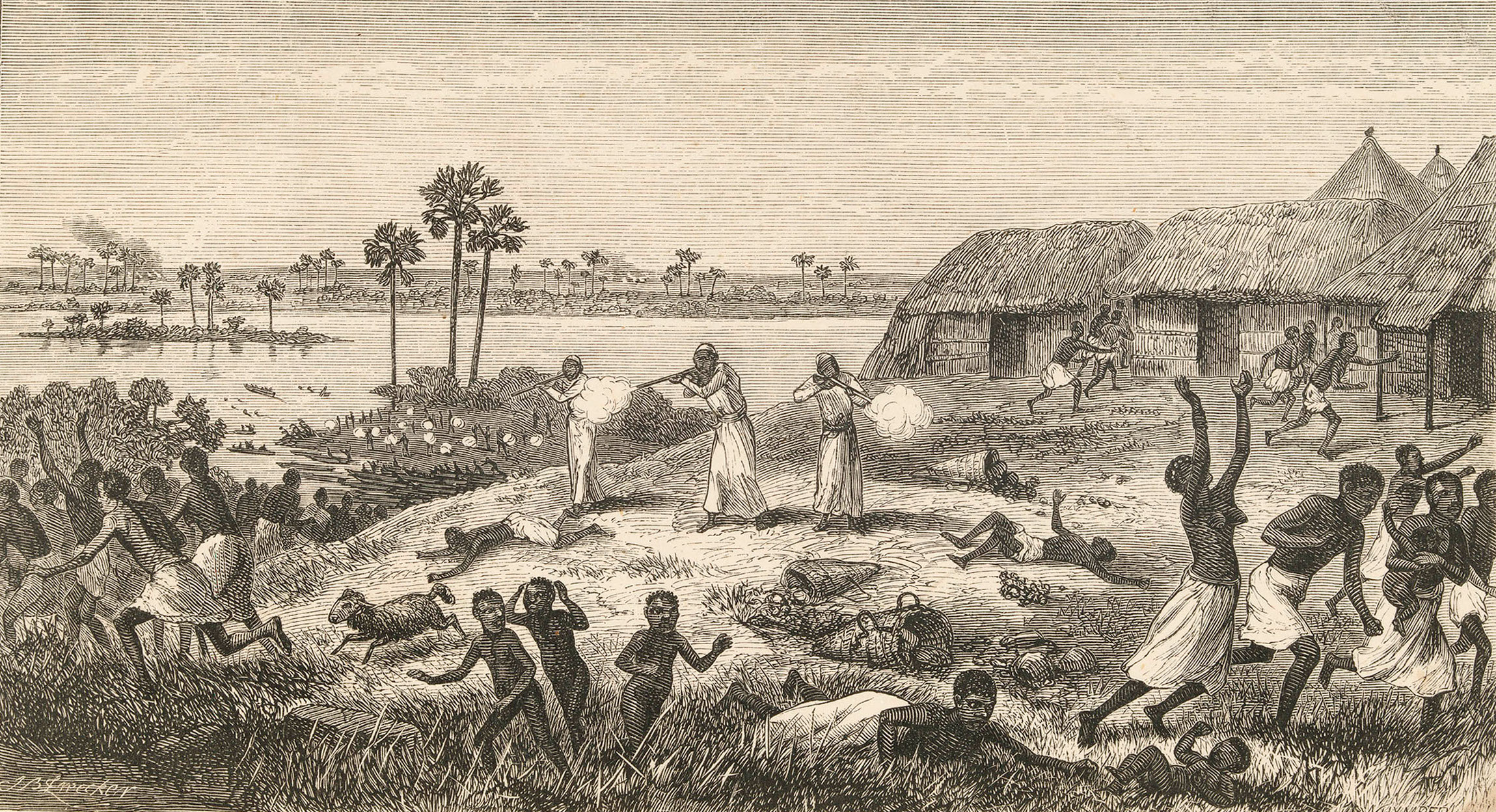
Razzia d'esclavagistes « Arabo-Swahilis » dans un village de la région de Nyangwe.
Gravure anonyme du Journal de David Livingstone, 15 juillet 1871.

D'après l'historien israélien orientaliste Gabriel Baer, dans l'Égypte du XIXe siècle, alors que les femmes circassiennes étaient principalement gardées dans les harems des riches turcs, les concubines des Égyptiens de la « classe moyenne » étaient généralement des Abyssiniennes, tandis que les esclaves noirs, hommes et femmes, étaient utilisés pour le service domestique par presque toutes les couches de la société égyptienne. Outre le service domestique, les esclaves noirs étaient utilisés comme soldats par les souverains égyptiens et, contrairement à l'hypothèse la plus répandue, comme ouvriers agricoles dans les fermes de la famille Muḥammad Alī et ailleurs en Haute-Égypte, et pendant les périodes de prospérité et de pénurie de main-d'œuvre également en Basse-Égypte. Vraisemblablement, il y avait au moins 30 000 esclaves en Égypte à différentes époques du XIXe siècle, et probablement beaucoup plus.
La grande majorité des esclaves étaient des Nubiens. Ces derniers n'avaient généralement pas de vêtements et étaient à peine vêtus lorsqu'ils étaient exposés à la vente. Les Abyssins atteignaient le prix le plus élevé et leur valeur monétaire dépendait de leurs attraits personnels.
L'Égypte eut un attrait pour les eunuques noirs au Xe siècle. Certes, ils ont pu largement satisfaire ce caprice en commerçant avec les territoires au sud du pays. Un traité de 651 ap. J.-C. obligeait les Nubiens à livrer 360 esclaves par an à l'Égypte. Il y avait des conventions islamiques avec d'autres peuples conquis en Afrique du Nord. Beaucoup de ceux qui sont partis vers le nord du Soudan subsaharien prenaient avec eux des esclaves noirs, qu'ils avaient l'habitude de vendre lorsqu'ils arrivaient à leur destination.
L'enthousiasme pour les esclaves noirs n'avait rien d'un intérêt prioritaire pour les musulmans, il ne s'agissait pas d'un intérêt qui leur était exclusif : ils étaient également populaires comme esclaves à Java et à l'île de la Réunion, et en Inde au Moyen Âge. Même les Chinois semblent avoir apprécié les esclaves de l'Afrique orientale, un désir vraisemblablement satisfait par les marchands musulmans de Canton[réf. nécessaire].
Le nombre de personnes impliquées dans le commerce transsaharien est difficile à estimer. En 1275, dix mille natifs de la région du Haut-Niger auraient été vendus en Égypte « après une campagne militaire ». Les principaux acheteurs auraient été les soldats esclaves, les Mamlouks, qui ont pris le pouvoir en Égypte en 1250 et qui, au XIVe siècle, dominent le Proche-Orient. Un site égyptien a prétendu que Mansa Moussa, le plus remarquable sultan de l'empire nigéro-malien, avait vendu des esclaves au cours de la guerre de Sécession. Il aurait vendu, lors de son pèlerinage à la Mecque en 1324, quatre- adolescents mille femmes esclaves[pas clair] au Caire afin de couvrir ses frais de voyage. L'exagération des statistiques dans toutes les sociétés avant le XXe siècle, de la taille des armées aux morts au combat, est notoire, pourtant, entre 5 000 et 20 000 esclaves ont pu être transportés annuellement au nord de la région du Niger vers les harems, les casernes, les cuisines ou les fermes de la Méditerranée et du Proche-Orient musulman, et pas seulement vers l'Afrique du Nord, mais aussi la Sicile, la Sardaigne, Gênes, Venise, et même certaines parties de l'Espagne chrétienne.
Ce commerce transsaharien, entre l'Afrique de l'Ouest et l'Afrique du Nord, a probablement commencé, sous une forme ou une autre, dès le début des années 1000, époque où le désert était traversé par des bœufs et des charrettes tirées par des chevaux. Ce commerce a été encouragé par les Carthaginois et les Romains. Après l'introduction du chameau, l'élément essentiel des communications en Afrique jusqu'à l'apparition des véhicules à moteur dans les années 1920, a encore plus prospéré.
La route la plus importante à l'époque romaine était celle qui menait à Murzuk, la capitale du Fezzan, dans ce qui est aujourd'hui le sud de la Libye. Elle reliait la Tripolitaine et l'Égypte avec les villes situées dans le coude central du Niger. Il y avait, cependant, même dans l'Antiquité, d'autres routes vers la Méditerranée. Avec la chute de Rome, ce commerce, tel qu'il était, s'est évaporé. Mais il renaît lorsque, en 533-535, Byzance reconquiert l'Afrique du Nord. Il est probable que quelques esclaves étaient toujours amenés le long de ces routes, y compris à l'époque classique.
En Méditerranée occidentale, les marchés d’esclaves d’Afrique du Nord sont approvisionnés principalement en esclaves européens à la suite des raids menés par les pirates barbaresques qui opéraient sur les villes côtières d’Italie, d’Espagne, du Portugal, de la France mais également parfois sur les côtes d'Angleterre, d'Irlande et des Pays-Bas, allant à l'occasion chercher des esclaves jusqu'en Islande.

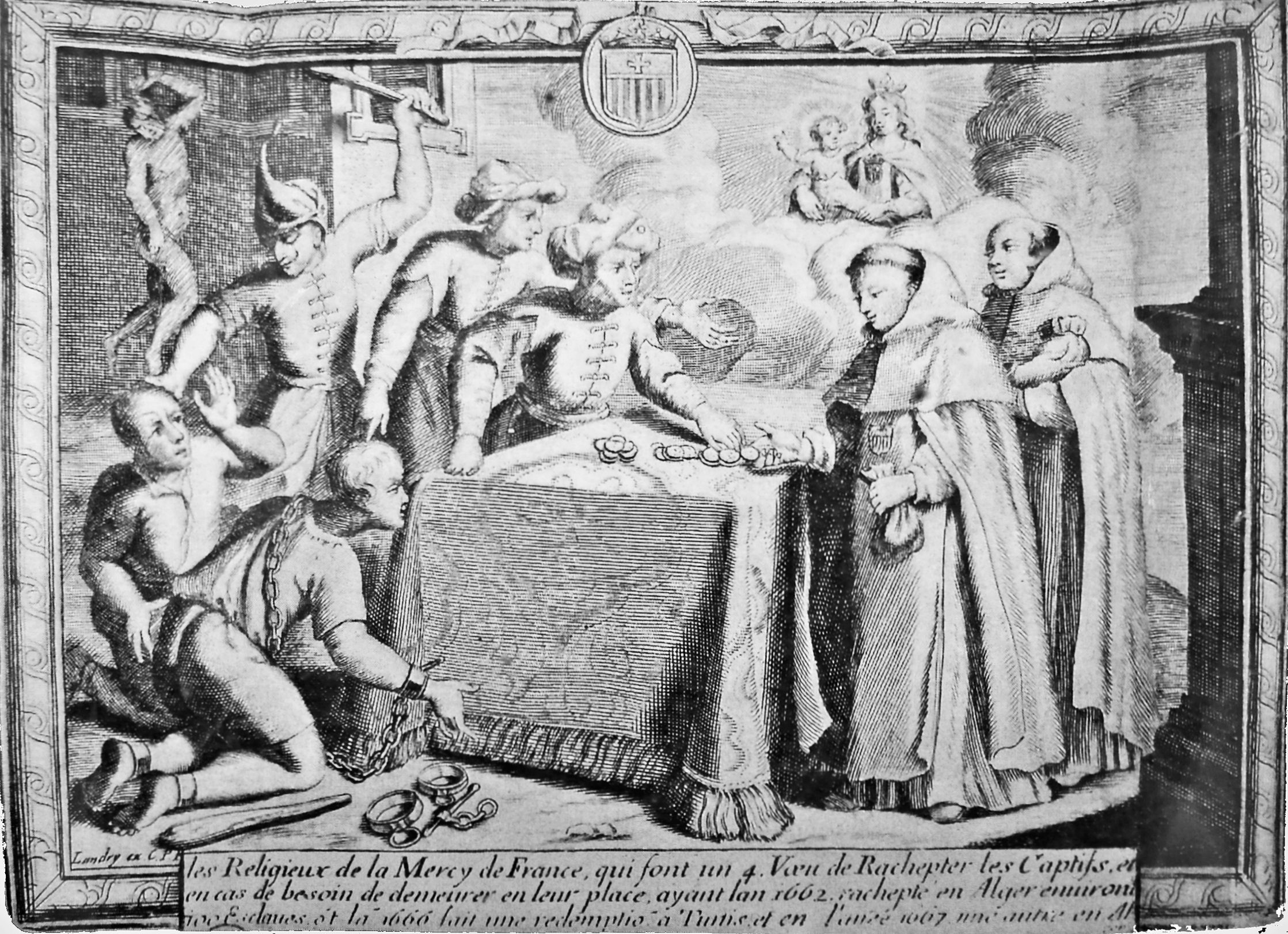
Rachat de captifs chrétiens à Alger par des Mercédaires.

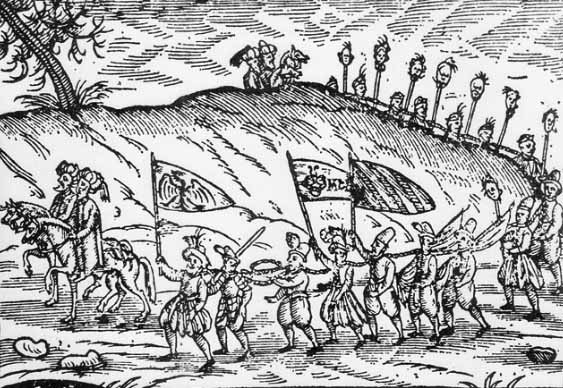
Turcs (l'un d'eux, en tête du cortège, porte un étendard seldjoukide) conduisant un chapelet d'esclaves chrétiens dont certains tiennent des piques portant les têtes décapitées de leurs coreligionnaires, gravure de S. Schweigger, 1639.

L'Empire ottoman qui domine la Méditerranée orientale, le pourtour de la mer Noire et le nord de l'Afrique à partir du XVIe siècle, pratique largement le commerce d'esclaves, qu'il achète à ses vassaux musulmans (comme le Khanat de Crimée, les Circassiens ou les émirats africains du Soudan) pour les revendre avec bénéfice aux Perses ou les employer comme goujats (porteurs de bagages et artisans) dans l’armée, la marine, les timars (fermes agricoles) et les harems. D'autres étaient domestiques. Un statut apparenté à l'esclavage, du moins pendant la jeunesse, est créé à partir du XVe siècle pour les unités d'élite des janissaires constituées avec des enfants de familles chrétiennes capturés comme esclaves, convertis à l'islam, éduqués en turcs ottomans et ensuite émancipés. Ces esclaves étaient encasernés très jeunes, entraînés et récompensés en proportion de leur obéissance et de leurs performances. Les marchands d'esclaves ottomans vendent des esclaves d'Europe orientale aux émirs arabes ou africains, et des esclaves noirs aux princes et aristocrates européens. L’analyse des statistiques douanières ottomanes des XVIe et XVIIe siècles montre qu’entre 1450 et 1700, l’importation totale d’esclaves originaires du pourtour de la mer Noire par Constantinople (géorgiens, arméniens, pontiques, slaves, roumains) s’élèverait à environ 2,5 millions.
La traite barbaresque est attestée au XIIIe siècle sur les côtes du Maghreb, notamment à Bougie, et Robert C. Davis estime que, depuis le début du XVIe au milieu du XVIIIe siècle, les marchands d’esclaves de Tunis, Alger et Tripoli ont acheté et vendu de 1 million à 1 250 000 esclaves non-musulmans (chrétien européens blancs ou bien africains adeptes des religions traditionnelles africaines : ces chiffres ne prennent pas en compte les esclaves du Maroc). Parmi eux, environ 700 captifs américains ont été esclaves dans cette région entre 1785 et 1815.
Les conquêtes arabes de l'Afrique du Nord au VIIe siècle, bien que d'abord destructrices, ont finalement contribué à la restauration et à l'expansion du commerce transsaharien.
Léon l'Africain, qui a voyagé dans cette région, parle de vingt villes entre le Maroc et Tripoli qui jouissaient d'un « grand trafic vers le pays des Noirs ». Les plus importantes d'entre elles, Fès, Sijilmasa et Ghadamès, étaient situées à l'intérieur des terres, dont les marchands ne commerçaient jamais directement directement avec les Catalans, Italiens et Majorquins chrétiens établis sur la côte. Les commerçants chrétiens étaient autorisés à s'installer à Marrakech mais nulle part ailleurs. En conséquence, les monarchies européennes médiévales connaissaient peu les détails de ce commerce florissant entre le Maghreb et le peuple de Guinée. La principale route arabe à travers le Sahara vers le Maroc était celle de Tombouctou à Sijilmasa. Les marchands musulmans étaient les plus importants, quelques juifs, berbères, et noirs jouaient également un rôle.
David Earle, auteur de The Corsairs of Malta et de Barbary and The Pirate Wars, pense que Robert C. Davis a peut-être commis une erreur en extrapolant la période de 1580 à 1680, parce que c'était la période d'esclavage la plus intense : « Ses chiffres semblent un peu douteux et je pense qu'il peut exagérer ». Earle a également mis en garde que le tableau était brouillé par le fait que les corsaires ont également saisi des européens d'Europe de l'Est et des noirs d'Afrique de l'Ouest : « Je ne risquerais pas de deviner le total ». En outre, ces estimations exagérées reposaient sur les années de pointe pour calculer des moyennes pour des siècles entiers ou des millénaires. Par conséquent, il y a eu de grandes fluctuations d'une année à l'autre, en particulier aux XVIIIe siècle et XIXe siècle, compte tenu des importations d'esclaves, et aussi du fait que, avant les années 1840, il n'y avait pas de registres cohérents. L'expert du Moyen-Orient, John Wright, prévient que les estimations modernes sont basées sur des rétro-calculs de l'observation humaine. De telles observations, à travers les observateurs de la fin du XVIe siècle et du début du XVIIe siècle comptent environ 35 000 esclaves chrétiens européens détenus pendant cette période sur la côte barbaresques, à travers Tripoli, Tunis, mais surtout à Alger. La plupart étaient des marins emmenés avec leurs bateaux, mais d’autres étaient des pêcheurs et des villageois côtiers. Beaucoup de ces prisonniers étaient des personnes vivant sur des côtes et îles proches de l’Afrique du nord-ouest, en particulier en Espagne et en Italie.
Les corsaires barbaresques les plus connus sont des Européens convertis à l’islam, tels que Barberousse, et son frère aîné Arudj, Turgut Reis (aussi connu sous le nom de Dragut), Uluç Ali Paşa, Ali Bitchin, Salomo de Veenboer, etc.. En 1816, après le bombardement d’Alger, Omar Agha, dey d'Alger, signe un traité qui prévoit la libération de tous les esclaves européens et l’abolition de fait de la traite. Les captifs des guerres maritimes entre la régence d'Alger et les pays d’Europe sont dès lors désignés comme « prisonniers de guerre ». Ces derniers furent libérés par les troupes françaises lors de la reddition d’Alger en 1830. En Tunisie, la traite est abolie le 23 janvier 1846 par Ahmed Ier Bey
On estime qu’entre 1500 et 1650, le nombre d’esclaves transitant par la traite orientale dépasse largement celui des victimes de la traite occidentale (atlantique),. Travaillant dans les carrières, les mines ou comme rameurs dans les flottes musulmanes (essentiellement barbaresque et ottomane), la condition des esclaves de la traite orientale n’était pas meilleure que celle de leurs homologues de la traite occidentale, mais ils pouvaient favoriser et hâter leur affranchissement en se convertissant à l’islam, conformément aux prescriptions coraniques, contrairement aux esclaves d'Amérique, même christianisés.

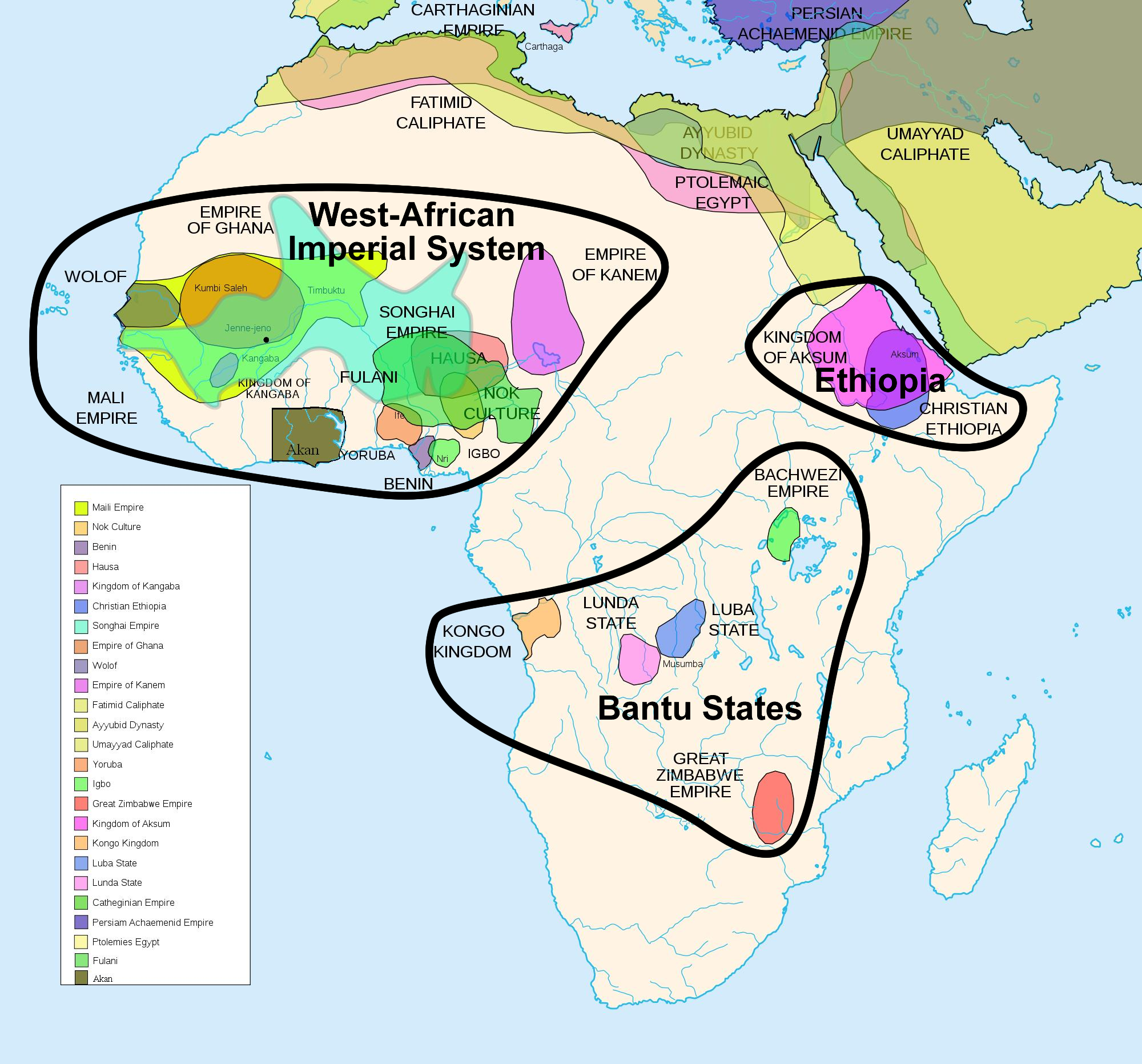
Les États africains entre 500 av. J.-C. et 1500 après J.-C.
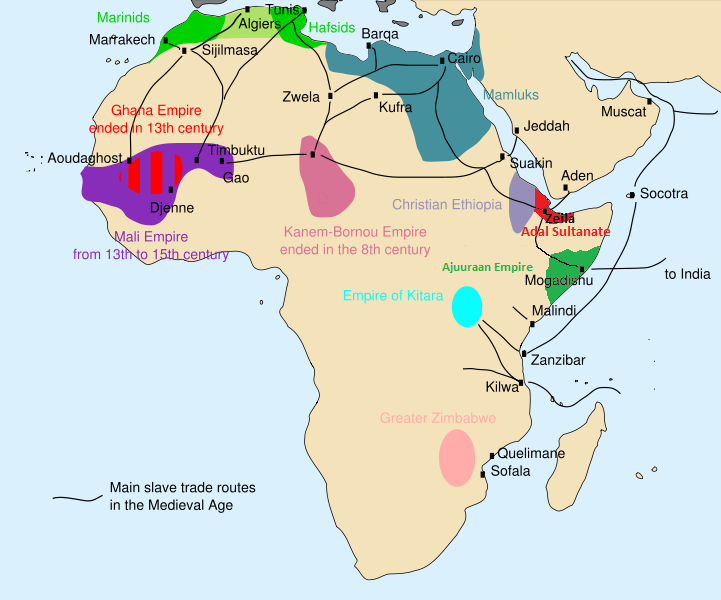
Les principales routes du commerce des esclaves en Afrique au cours de l’époque médiévale.
Les routes commerciales du désert du Sahara entre 1000 et 1500.

Dans la traite orientale, les esclaves noirs sont dénommés zanj, mot qui vient du persan زنگبار, zanji-bar signifiant depuis l'antiquité « côte des noirs » (c'est aussi l'origine du nom Zanzibar). Les adeptes des religions traditionnelles africaines, pour la plupart bantous, étaient capturés dans l'arrière-pays par les royaumes africains vainqueurs de leurs rivaux, qui en faisaient une source de revenus en tant qu'esclaves à vendre aux marchands somalis, afars, arabes et plus tard portugais de la côte orientale de l'Afrique. Des noirs nilotiques issus des régions frontalières de l'Éthiopie étaient également vendus par celle-ci. Des inscriptions javanaises et des textes arabes montrent qu'aux IXe et Xe siècles Java entretenait des échanges commerciaux avec la côte est de l'Afrique. Une inscription datée de l'an 860, trouvée dans l'est de Java (actuelle Indonésie), mentionne, dans une liste de serviteurs, des jenggi ; une inscription javanaise plus tardive parle d'esclaves noirs offerts par un roi javanais à la cour impériale de Chine. Des négriers chinois achetaient aussi des esclaves noirs (Hei-hsiao-ssu) directement à des marchands arabes, somalis ou afars qui les capturaient dans les régions du Nord-Est du Kenya actuel.
La Chine ancienne et l'Inde classique utilisaient déjà la main-d'œuvre servile pour construire des digues et des fortifications : la Grande Muraille n'échappe pas à la règle. Les esclaves servaient également dans les cultes et pour les services domestiques<. L'esclavage existait aussi dans le Siam et l'Empire khmer ; en Corée, il n'est aboli qu'à la fin du XIXe siècle. La route maritime de l'Afrique orientale à la Malaisie, bien connue des navigateurs égyptiens, perses, érythréens, yéménites, omanais et indiens, est restée un itinéraire de la traite orientale vers, entre autres, les royaumes du Chenla et de Sriwijaya, où les esclaves pouvaient être transbordés sur des jonques chinoises.
Entre 869 et 883, dans la région de Bassorah (actuel Irak), la révolte des Zanj fut le premier grand soulèvement d'esclaves noirs contre le pouvoir des Abbassides, que le vizir Al-Muwaffaq eut beaucoup de mal à réprimer. Le sultanat d'Adal, autre puissance esclavagiste, entra en conflit pour le contrôle des routes de traite avec sa principale concurrente, l'Éthiopie. L'imam d'Adal, Ahmed Gragne, s'allie à l'Empire ottoman tandis que le négus d'Éthiopie appelle les chrétiens d'Occident à l'aide. Les Portugais voulant contrôler la route des Indes orientales attaquent les comptoirs somaliens : en 1517, ils incendient le comptoir de Zeilah. Vers 1542-1543, Christophe de Gama mène une expédition en Abyssinie pour repousser l'armée d'Adal, il sera capturé après la bataille de Wofla et décapité.
Dans les territoires contrôlés par des populations d'éleveurs de bétail, comme les tutsis, les somalis ou les masaï, les esclaves bantous servaient exclusivement pour travailler aux champs sous le contrôle des femmes de leurs maîtres, mais tout en vivant séparés d'eux et dans des statuts inférieurs à ceux du bétail ou des chevaux du point de vue coutumier ; le marronnage, fréquent, motivait des expéditions de chasse aux fuyards où ceux-ci étaient tués.

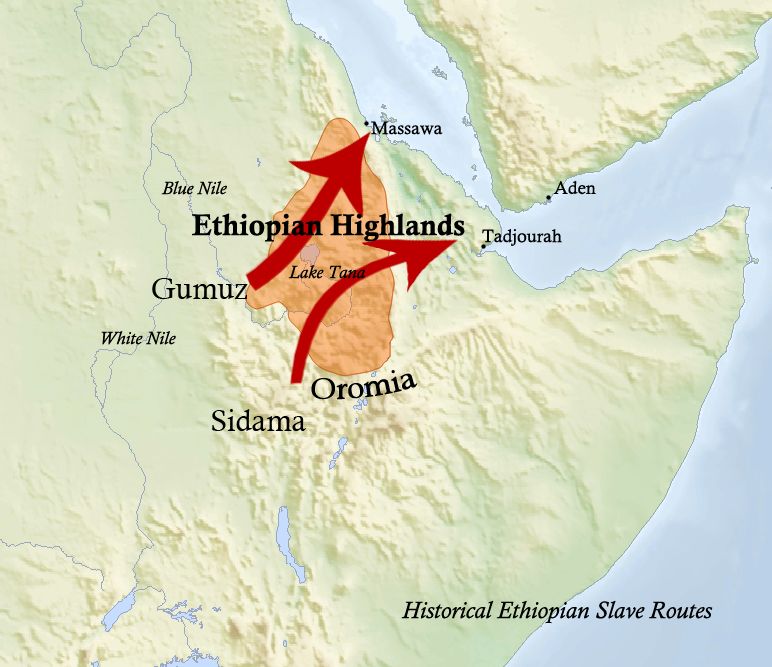
Routes historiques de la traite éthiopienne.

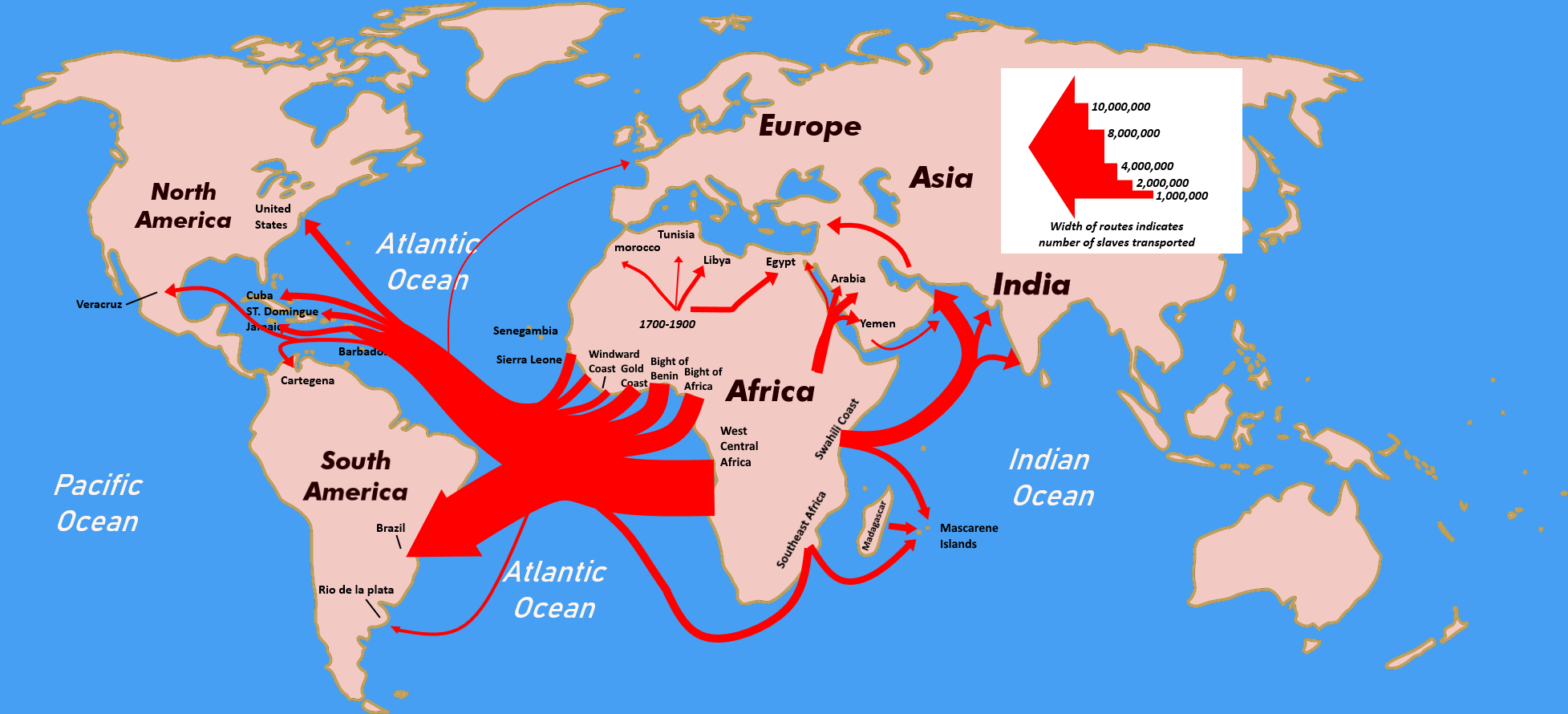
« Saignée démographique » de l'Afrique subsaharienne du fait de la traite négrière au plus fort de la traite atlantique (1650-1850).

Contrairement à celui pratiqué par les somalis, l'esclavage en Éthiopie était essentiellement domestique. Les esclaves servaient ainsi dans les maisons de leurs maîtres ou de leurs maîtresses, et étaient rarement employés à des fins productives. Les esclaves étaient ainsi considérés comme des membres "de deuxième classe" de la famille de leurs propriétaires.
En Afrique subsaharienne, les esclaves étaient l'apanage des rois (qui pouvaient les mettre à la disposition de leurs sujets, les prêter, les échanger, les vendre). Comme ailleurs dans le monde, il s'agissait souvent de captifs pris comme butin des guerres entre royaumes africains, livrés comme tribut par les peuples vaincus, ou razziés par les royaumes les plus puissants chez les voisins plus faibles. Avec le développement des empires nécessitant une main d'œuvre abondante et pas chère (Égypte, Assyrie, Babylone, Perse, royaumes hellénistiques, Carthage, Rome), des filières de commerce d'esclaves se mettent en place, numides, puniques, garamantes ou nubiennes. Ce trafic ne disparut ni avec l'arrivée du christianisme en Afrique orientale (Égypte, Nubie, Abyssinie, etc.) ni avec celle de l'islam, religions qui ne proscrivent pas la traite des « infidèles » mais seulement celle de leurs propres croyants. Bien au contraire, avec la mise en place, dans l'Antiquité tardive, des dynasties musulmanes d'Afrique du Nord, de la frange sahélienne (empires ghanéen ou songhaïen) et du Moyen-Orient, la traite s'intensifie. En Afrique subsaharienne, l'empire du Mali tente d'interdire l'esclavage au XIIIe siècle, mais les profits générés sont tels que la mesure ne sera pas appliquée : Tombouctou deviendra l'une des plaques tournantes de la traite des esclaves en Afrique.

## Traite orientale moderne

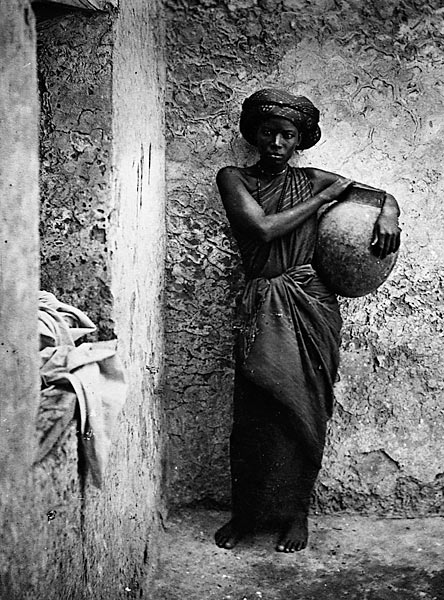
Esclave bantoue somalienne à Mogadiscio (1882-1883).

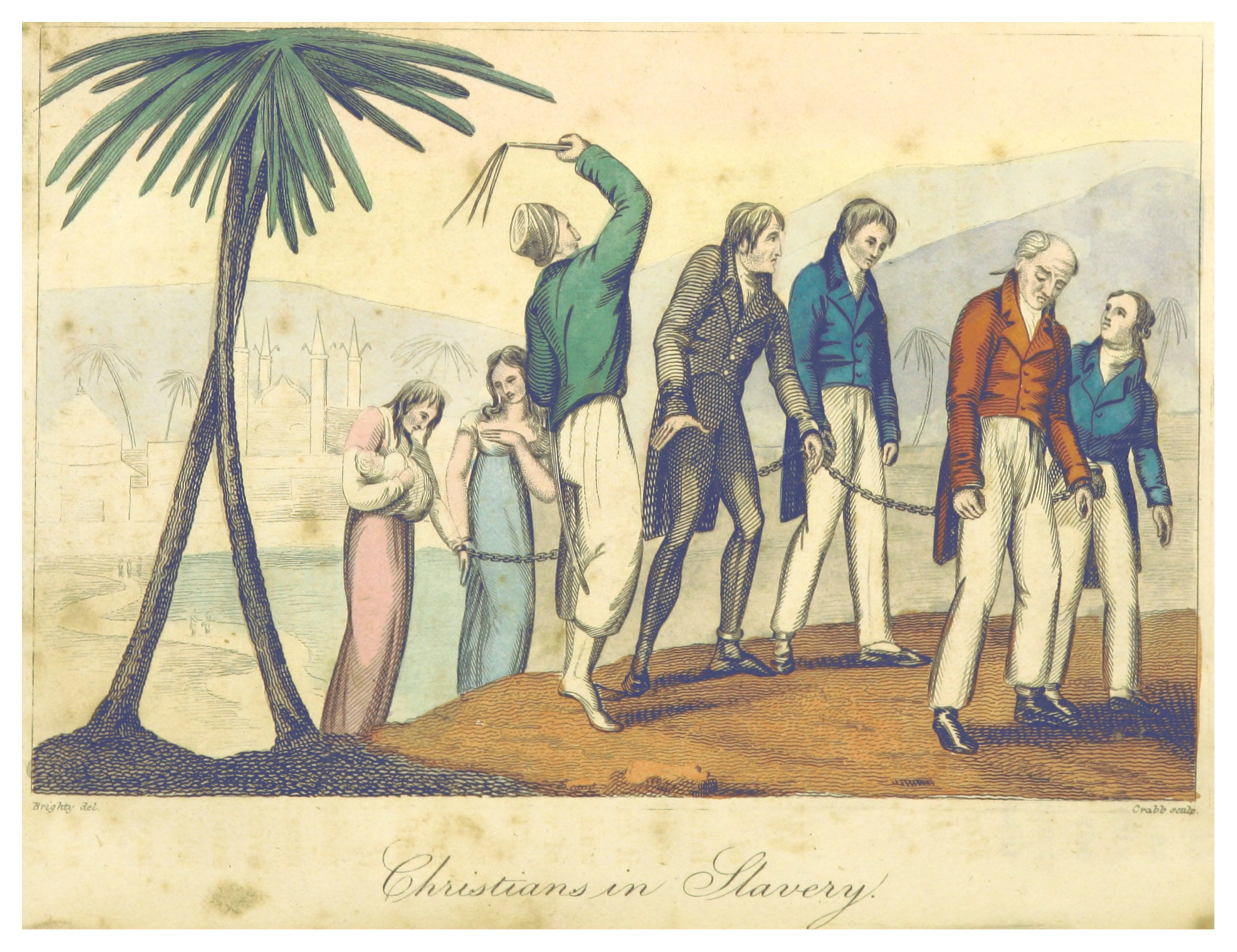
Chrétiens en esclavage, Alger, 1817.

De 25 000 à 50 000 esclaves bantous ont été vendus sur le marché d'esclaves de Zanzibar à la destination de la Somalie dans les années 1800-1890. Ils étaient issus essentiellement des groupes ethniques Yao, Makua, Chewas (Nyanjas), Zigua, Ngidono et Zaramo. Dans les années 1840, des esclaves fugitifs de la vallée du Shebelle commencent à s'installer dans la vallée du Jubba, encore peu peuplée. En 1891, un officier britannique estime leur nombre entre 30 et 40 000 personnes, mais en 1932, un administrateur italien n'en compte que 23 500.
Au XVIIIe siècle et au début du XIXe siècle, l'Afrique orientale (la partie orientale du République démocratique du Congo inclus) était le domaine réservé des émirats dits « arabo-swahilis », terme qui désigne aujourd'hui les États musulmans, pour certains initialement vassaux des Yémenites ou des Omanais, comme Zanzibar (dont le nom signifie « côte des Noirs »), à la population métissée d'Arabes, d'Indiens musulmans et de Bantous convertis, avec une aristocratie souvent d'origine arabe, comme Rumaliza, sultan d'Ujiji (en actuelle Tanzanie, sur la rive orientale du lac Tanganyika). Dès 1840, des commerçants venus de Zanzibar avaient atteint les territoires sis entre le lac Tanganyika et la Lualaba (actuels Kivus et Maniema).
Les cités de Nyangwe, Kasongo, Riba Riba ou Kabambare se structurèrent dès avant les années 1870. Ces émirats vivaient du commerce de l'encens, des épices, de l'ivoire, des perles, et de la traite orientale, qui était l'une de leurs principales sources de prospérité et dont les victimes étaient les populations encore animistes de la région, démunies face aux armes à feu des « Arabo-Swahilis ».
Au XIXe siècle, les explorateurs et colonisateurs européens reconnaissent et, dans les dernières décennies du siècle, s'emparent progressivement des « champs de chasse » africains de la traite orientale, à la suite des expéditions et campagnes de Samuel White Baker, Richard Francis Burton, Verney Lovett Cameron, Camille Coquilhat, Francis Dhanis, Alexandre Delcommune, Jules Dixmude, James Grant, Edmond Hanssens, Oskar Lenz, David Livingstone, Jean-Baptiste Marchand, Henri Moll, Eduard Schnitzler, John Speke, William Stairs, Henry Stanley, Émile Storms et Hermann von Wissmann) : dès lors, une rivalité les oppose aux « Arabo-Swahilis », et la lutte contre la traite orientale va servir de justification morale aux guerres menées contre ces derniers (voir Société anti-esclavagiste belge).
Au terme de ces conflits dont les guerres Mahdiste et de Rabah sont des exemples, les « Arabo-Swahilis » perdent leur suprématie mais ce sont toutes les populations africaines, à l'exception des seuls Éthiopiens, qui vont se trouver soumises aux colonisateurs européens, lesquels abolissent officiellement la traite orientale (à laquelle certains d'entre eux se livrent pourtant[réf. nécessaire]) mais pour la remplacer par d'autres formes de servitude, comme au Congo belge (officiellement « État indépendant du Congo » à ses débuts, mais en fait propriété personnelle du roi Léopold II de Belgique). Même officiellement aboli, l'esclavage perdure : un rapport de l'ambassadeur de France en Arabie saoudite signale en 1955 des trafiquants de ce pays qui envoyaient en Afrique subsaharienne des émissaires-rabatteurs se faisant passer auprès des populations locales soit pour des pourvoyeurs d'emplois en péninsule arabique, soit pour des missionnaires mandés par de riches musulmans, au nom de la charité, pour offrir le voyage à la Mecque à des croyants africains nécessiteux. Il s'agissait d'un traquenard : les candidats à l'emploi et les pèlerins étaient capturés par les marchands d'esclaves.

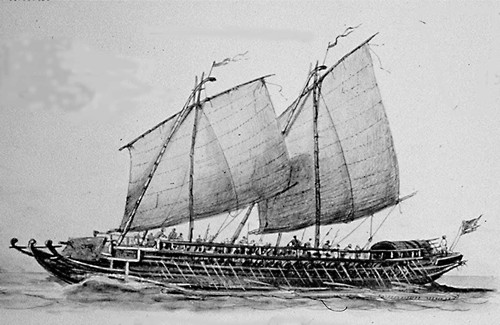
Un navire de guerre Iranun lanong utilisé pour la piraterie et les raids esclavagistes dans la mer de Sulu

Aux Indes orientales aussi, il existait une traite endémique à laquelle les colonialistes européens firent la guerre, pour lui substituer leur propre domination à la fin du XIXe siècle. Un centre majeur de la traite orientale dans cette région était la mer de Sulu avec les sultanats de Sulu, de Maguindanao, de Lanao, et les nids de pirates d'Iranun, de Balanguingui et des Moros). Les économies de cette région reposait fortement sur la traite : on estime que, de 1770 à 1870, environ 200 000 à 300 000 esclaves, essentiellement des malais animistes, hindouistes ou bouddhistes des actuelles Malaisie , Indonésie et Philippines, dont beaucoup de Tagalogs, Visayans, Bugis, Mandarais, Ibans et Macassars, furent razziés par les pirates musulmans pour être vendus à Singapour, à Java, en Indochine ou en Chine. Ils étaient capturés lors de raids côtiers dans les îles occidentales au-delà du détroit de Malacca, à Bali, dans les îles orientales au-delà du détroit de Macassar et aux Philippines.

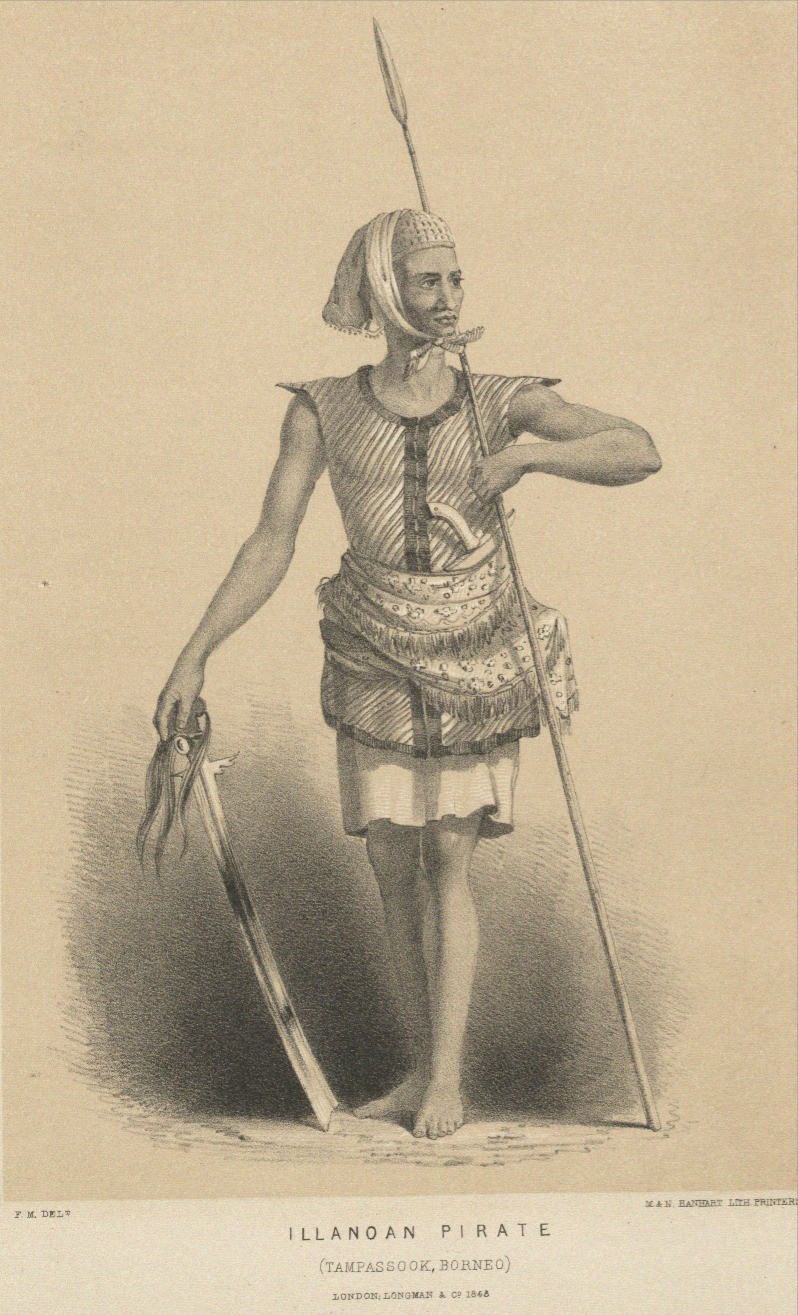
Un pirate Iranun armé d'une lance, d'une épée kampilan et d'un poignard kriss.

Certaines communautés vivaient principalement de la piraterie et de la traite, au point que le mot « pirate » en malais, lanun, vient de l'exonyme du peuple Iranun.
Les pirates et les sultans malais esclavagistes se heurtèrent à partir du XVIIe siècle à la concurrence espagnole, portugaise et hollandaise ainsi qu'à celle des Philippins christianisés : il s'ensuivit de nombreux conflits où les jésuites et les missionnaires protestants dénoncèrent l'esclavage musulman mais promûmes à sa place de nouvelles formes d'exploitation dans les plantations ; les tours de guet et les forts de cette époque sont encore visibles aujourd'hui. Durant ces guerres, des postes de commandement furent établis à Manille, Cavite, Cebu, Iloilo, Zamboanga et Iligan. Des navires de défense furent construits par les communautés locales, en particulier dans les îles Visayas (des « barangayanes » de guerre plus rapides que ceux des pirates moros). Au fur et à mesure que la résistance contre les pirates augmentait, les navires de guerre Lanong de l'Iranun furent finalement remplacés par les navires de guerre garay plus petits et plus rapides du Balanguingui au début du XIXe siècle. Les raids des pirates moros ont finalement été arrêtés par plusieurs expéditions navales de la marine espagnole entre 1848 et 1891, y compris par des bombardements de représailles et la capture de populations moros, dont certaines furent elles aussi emmenées aux travaux forcés. À cette époque, les Espagnols avaient déjà des canonnières à vapeur qui pouvaient facilement dépasser et détruire les navires pirates,,.
Depuis que le parlement mauritanien a officiellement aboli l'esclavage en 1981, celui-ci n'a plus nulle part d'existence légale, mais perdure pourtant, non seulement en Mauritanie (où le décret d'application de l'abolition de 1981 n'a jamais été publié en raison de l'incompatibilité entre l'abolition et les textes de la religion officielle — voir l'article Esclavage en Mauritanie) mais aussi dans l'ensemble de l'aire historique de la traite orientale : voir l'article Esclavage contemporain.

## Groupes ethniques descendants de la traite orientale
Parmi les groupes ethniques et communautés descendants d'esclaves affranchis issus de la traite orientale, il y a, entre autres : les Akhdam au Yémen, les Afro-Saoudiens, les Afro-Palestiniens, les Afro-Syriens, les Afro-Jordaniens, les Afro-Irakiens, les Siya d'Iran ou Afro-Iraniens, les Siddis d'Inde et du Pakistan, les Jalban (Jalbane) d'Égypte, les Zenci ou Afro-Turcs de Turquie, les Haratin (Haratine) ou Chouachin (Chouachine) du Maghreb (Maroc, Algérie, Tunisie, Libye, Mauritanie, Azaouad et Azaouagh).

## Dans la culture
La traite orientale est beaucoup moins présente dans la culture que l'occidentale : moins d'études, moins d'ouvrages littéraires, moins de films, moins de polémiques. Ce fait est dû d'une part au manque de statistiques fiables : il n'existe aucun recensement systématique en Afrique au Moyen Âge, alors que les archives sont beaucoup plus fournies en ce qui concerne la traite atlantique (XVIe au XVIIIe siècle), et d'autre part à la susceptibilité de certains États musulmans pour les représentants desquels le fait d'évoquer le passé négrier de leurs pays revient à vouloir banaliser ou minimiser la traite transatlantique, :
- l'ouvrage d'Hergé Coke en stock (1958), où des trafiquants razzient des pèlerins noirs cherchant à se rendre à La Mecque, a pu s'inspirer d'un auteur contemporain de la jeunesse de l'auteur : le reporter Albert Londres qui décrit en 1925 dans son ouvrage Pêcheurs de perles une vente d'esclaves noirs (pratique alors officiellement interdite) dont il a été témoin en Arabie ;
- le roman Le Dernier Survivant de la caravane d'Étienne Goyémidé (1985) place au centre de l'intrigue les razzias et la traite qui se poursuit du sud au nord de l'Afrique au XIXe siècle ;
- L'esclave islandaise de l'écrivaine islandaise Steinunn Johannesdottir (2017) est un roman historique ayant pour point de départ les enlèvements turcs en Islande en 1627 :
- au cinéma, l'apparition de la traite orientale semble rester anecdotique et se confiner, dans le cinéma français des années 1960 par exemple, à la série des Angélique, de Christian-Jaque, où la belle Angélique (Michèle Mercier) se retrouve plus d'une fois capturée par les pirates barbaresques et vendue par eux sur des marchés aux esclaves, dont celui d'Alger.

### Problème des sources
Un important obstacle à l'histoire de la traite orientale est le manque de sources. Les documents disponibles sont étrangers aux cultures africaines, provenant des lettrés qui s'expriment en arabe et nous proposent un regard partial et souvent condescendant sur le phénomène. Si depuis quelques années, la recherche historique sur l'Afrique progresse (l'historien croise les apports de l'archéologie, de la numismatique, de l'anthropologie, de la linguistique et de la démographie pour pallier les carences de la documentation écrite), des auteurs comme Tidiane N'Diaye et Ibrahima Thioub œuvrant à cette fin, il n'en reste pas moins que les sources restent rares :
- tradition orale africaine ;
- Chronique de Kilwa (Afrique orientale), XVIe siècle ;
- numismatique : analyse des trésors et de la diffusion des monnaies ;
- archéologie : architecture des comptoirs et des villes de la traite ;
- iconographie : miniatures arabes et persanes des grandes bibliothèques, gravures des ouvrages européens de l'époque moderne et contemporaine, et photographies, à partir du XIXe siècle ;
- sources médiévales musulmanes : les premiers lettrés du monde arabe ne sont jamais allés en Afrique subsaharienne avant le XIVe siècle : ils reprennent donc les légendes et les préjugés sur les Africains.
  - Al-Mas'ûdî (mort en 957), Muruj adh-dhahab ou Les Prairies d'or, qui est le manuel de référence des géographes et des historiens du monde musulman. Il a beaucoup voyagé à travers le monde arabe ainsi qu'en Extrême-Orient.
  - Ya'qubi (IXe siècle), Livre des pays.
  - Al Idrissi (mort vers 1165), Description de l'Afrique et de l'Espagne.
  - Ibn Khaldoun (mort en 1406), historien et philosophe d'Afrique du Nord. Certains le considèrent comme l'historien des sociétés arabe, berbère et perse. Il est l'auteur des Prolégomènes à une histoire universelle[74] et d'une Histoire des Berbères. Ses commentaires sur les peuples subsahariens comme sur les Arabes y sont sévères.
  - Ahmad al-Maqrîzî (mort en 1442), historien égyptien, on lui doit notamment une description des marchés du Caire.
  - Léon l'Africain (mort en 1548), auteur d'une précieuse description de l'Afrique.
  - Rifa'a al-Tahtawi (mort en 1873), qui traduisit des ouvrages médiévaux de géographie et d'histoire. Son œuvre porte surtout sur l'Égypte.

#### Études universitaires
- Olivier Pétré-Grenouilleau, Les Traites négrières, Essai d'histoire globale, Paris, Gallimard, 2004, 468 p. (ISBN 2-07-073499-4)
- Jacques Heers, Les Négriers en terres d’islam, Paris, Perrin, 2003,  (ISBN 978-2-262-02764-3)
- Malek Chebel, L'esclavage en terre d'Islam, 2010
- Christian Delacampagne, Histoire de l'esclavage. De l'Antiquité à nos jours, Paris, Le livre de poche, 2002, 319 p. (ISBN 2-253-90593-3)
- (en) Hugh Thomas, The Slave Trade: The Story of the Atlantic Slave Trade: 1440-1870, Simon and Schuster, 16 avril 2013 (ISBN 978-1-4767-3745-4, lire en ligne)
- Fabienne P. Guillén (dir.) et Salah Trabelsi (dir.), Les esclavages en Méditerranée : Espaces et dynamiques économiques, Casa de Velázquez, 2012, 246 p. (ISBN 978-84-9096-139-1, lire en ligne)